# TVXQ-filmográfia
A TVXQ együttes filmográfiájában mozifilmek és televíziós sorozatok mellett az együttes exkluzív televíziós show-műsorai is szerepelnek. Az együttes 2009. júliusában kettévált, az S.M. Entertainmenttel kötött megállapodás szerint ettől az időponttól Micky, Hero és Xiah szerződése megszűntnek tekintendő, így az ő 2009 utáni tevékenységük nem szerepel a filmográfiában.

## Filmek
| Év   | Cím               | Tagok  | Tagok |
| Év   | Cím               | U-Know | Max   |
| ---- | ----------------- | ------ | ----- |
| 2012 | I AM.             | x      | x     |
| 2012 | Fly with the Gold |        | x     |

## Televízió
| Év   | Cím                      | Tagok      | Tagok     | Tagok | Tagok | Tagok |
| Év   | Cím                      | U-Know     | Max       | Hero  | Micky | Xiah  |
| ---- | ------------------------ | ---------- | --------- | ----- | ----- | ----- |
| 2005 | Rainbow Romance          | x          |           |       | x     |       |
| 2006 | Vacation                 | x          | x         | x     | x     | x     |
| 2008 | Dating on Earth          | x          | x         | x     | x     | x     |
| 2009 | Heading to the Ground    | x          |           |       |       |       |
| 2010 | Haru                     | x          |           |       |       |       |
| 2010 | Chorus City              | x          |           |       |       |       |
| 2010 | Athena: Goddess of War   |            | x         |       |       |       |
| 2011 | Paradise Ranch           |            | x         |       |       |       |
| 2011 | Welcome to the Show      | x (cameo)  | x (cameo) |       |       |       |
| 2011 | Poseidon                 | x (vendég) |           |       |       |       |
| 2011 | I Live in Cheongdam-dong | x (cameo)  |           |       |       |       |
| 2013 | Queen of Ambition        | x          |           |       |       |       |

### Banjun Theater
| Bemutató | Cím                 | Tagok  | Tagok | Tagok | Tagok | Tagok |
| Bemutató | Cím                 | U-Know | Max   | Hero  | Micky | Xiah  |
| -------- | ------------------- | ------ | ----- | ----- | ----- | ----- |
| 2005     | First Love          | x      | x     | x     | x     | x     |
| 2005     | The Masked Fencer   | x      |       |       | x     |       |
| 2006     | Tokyo Holiday       | x      |       |       |       |       |
| 2006     | Finding Lost Time   |        |       |       | x     |       |
| 2006     | The Uninvited Guest | x      | x     | x     | x     | x     |
| 2006     | Dangerous Love      | x      | x     | x     | x     | x     |
| 2006     | Unforgettable Love  | x      | x     | x     | x     | x     |

Források:

## Musicalek
| Év          | Név                   | Tagok  | Tagok |
| Év          | Név                   | U-Know | Max   |
| ----------- | --------------------- | ------ | ----- |
| 2010        | Goong                 | x      |       |
| 2012 - 2013 | Gwanghwamun Love Song | x      |       |